# Amerila magnifica
Amerila magnifica là một loài bướm đêm thuộc phân họ Arctiinae, họ Erebidae.